# Herburt (powieść)
Herburt – powieść obyczajowa Zygmunta Krasińskiego z 1837, osnuta wokół romansu poety z Joanną Bobrową. Z powieści zachowały się tylko cztery rozdziały.

## O utworze
Narodziny pomysłu współczesnej powieści à la Balzac datuje się na 1834. W liście z 23 sierpnia 1834 do Gaszyńskiego poeta zwierza się z napisania takiej powieści, której tematem jest romans mężatki z polskim oficerem w Londynie po upadku Warszawy, w której pojawiają się Franciszek Grzymała i Lelewel. Powieść ta zaginęła. Krasiński wrócił do pomysłu powieści w stylu Balzaka w 1837, zmienił jednak miejsce akcji, wprowadził całkowicie fikcyjne postaci i zmienił charakter powieści z czysto satyrycznego na fantastyczno-poetycki w stylu Jeana Paula.
Czynnikiem istotnym dla genezy powieści był romans poety z Joanną Bobrową i stosunek do niego opinii publicznej. W powieści otrzymała ona imię Julii z Podhorskich Horyńskiej, a jej mąż Teodor imię Perseusza.

## Bohaterowie
Krasiński tak charakteryzuje głównych bohaterów powieści:
- Poeta-Herburt – nie jest w powieści  ani świętym, ani filozofem; miał on wszystkie wysokości i wulkany dusz ludzkich w sobie, tym samym i doliny między nimi, a w nich ukryte nory, pełne miłości własnej, silnej i znikomej, jak para.
- Joanna-Julia – nie była jeszcze kobietą. Przeczytane romanse nie wtajemniczyły jej do rzeczywistości życia, świat jej marzeń zaludniły tylko, i to błędnie, nierozeznalnie. Dotąd serce jej było dzieckiem.
- Teodor-Perseusz – takowego był składu, że ogniwił w sobie dwie zupełnie sprzeczne przeciwności: zazdrość pana feudalnego średnich wieków i przezorność kramarza naszych lepszych czasów.

Satyra wymierzona zostaje przede wszystkim w Perseusza Horyńskiego, brutalnego dorobkiewicza i w towarzyszące Julii panie: jej ciotkę, Kazanowską, przestrzegaczkę cnoty, przyjaciółkę domu Malwinę Fasalską, plotkarkę i intrygantkę. Realia powieści i rysy charakterologiczne postaci powieściowych wskazują na to, że Krasiński portretuje towarzystwo obserwowane w Ischel w drugiej połowie lipca 1836. Malwina Fasalska ma wiele cech krewnej i towarzyszki pani Bobrowej, Otyldy z Poniatowskich Grocholskiej.

## Wątek realistyczny i fantastyczny
Powieść składa się z dwóch wątków realistycznego i fantastycznego. Pierwszy opowiada o miłosnych przygodach Herburta do Julii na tle towarzystwa wypoczywającego w jednym z niemieckich badów. Drugi, rozgrywa się równolegle w płaszczyźnie snu Herburta. Obecność tych dwóch wątków wskazuje na zamiar zespolenia realistycznej konwencji Balzakowskiej z konwencją wizji sennej w stylu Jeana Paula. Zamysł ten okazał się możliwy dzięki silnemu osadzeniu snu Herburta w rzeczywistości. Paulowski wątek majaków sennych i kontaktów z zaświatami, mający pomóc zgłębić psychikę bohatera, został przetworzony przy pomocy, mocno oddziałującej na Krasińskiego od czasu Nie-boskiej komedii, tradycji dantejskiej. Jednak jej wymiar jest tak potężny, że zdecydowanie spycha na drugi plan banalne obrazy próżniaczego życia wypoczywającej w kurorcie arystokracji.
Sen Herburta posiada dwie warstwy: jedną odnoszącą się do tragedii narodowej i drugą związaną ze stosunkami społeczno-ekonomicznymi ówczesnego świata. W pierwszej wizji Dante prowadzi poetę na równinę z tysiącem krzyży i konających na nich, do dzieci w kajdanach, pomiędzy zniszczone pamiątki narodowe. Krzyże jednoczą się symbolicznie w jeden krzyż olbrzymi, na którym znajduje się wypisane tajemnicze imię. Biją o niego kry i bałwany idące od tronu z lodu i siedzącego na nim kuszącego widma. Metafora wyraźnie wskazuje na walkę Polski z caratem i daje się odczytać w kluczu mesjanistycznym. Jedyna nadzieja dla umęczonego narodu polskiego płynie z krzyża Chrystusa, ile razy go spotykał, lżej mu było i na dzień jeszcze jeden życia nabierał sił tajemniczych. Tak wygląda czyściec ziemski w wizji Herburta.
Druga część wizji ukazuje piekło na ziemi. Obrazy nakładają się na siebie. Ukazują wojskową niewolę skoszarowanych, najemników w fabrykach, klubach i giełdach, poniżających się niegodnymi człowieka zajęciami z powodu żądzy złota. Odbywa się sąd ostateczny, który jest sądem powszechnym kupców. Rodzi się rewolucja i nowy świat oparty na pieniądzu. Na szczycie schodów stoją handlarze. Szlacht zrywa pozłotę ze swego oręża i porzuca go. Ludzi nie określa się już nazwiskiem, lecz wartością towaru. Świat stał się giełdą.
Senna wizja Herburta jest pierwszą wersją pomysłu, który zostanie później rozbudowany w tak zwanym Niedokończonym poemacie, będącym I częścią Nie-boskiej komedii. Wizja wykazuje związki z Paroles d'un croyant Lamennais'go, u którego również pojawia się piekło ziemskie oraz z jaskrawym obrazowanie Jeana Paula. W twórczości Krasińskiego stanowi zwrot do twórczości z lat 1830-1833, nie tylko przez zwrot do Balzaka, ale też z powodu tego, że część narodowa i społeczna wizji nie osiągnęła jeszcze stopnia krystalizacji charakterystycznego dla twórczości z lat 40. Treści mesjanistyczne są jeszcze bardzo skromne, ograniczają się do ukazania martyrologii narodowej w konwencji biblijnej. Daleko w tym utworze do wizji Polaków, którzy poprzez moralne doskonalenie ocalą Europę od rewolucji. Nadal też krytyczny pozostaje Krasiński w stosunku do szlachty zaprzepaszczającej tradycję i godność rodową.